# Die Sammlung
Die Sammlung – Literarische Monatsschrift war eine von Klaus Mann im holländischen Querido Verlag (Amsterdam) herausgegebene Exilzeitschrift. Es erschienen insgesamt vierundzwanzig Ausgaben von September 1933 bis August 1935.
Zu den im ersten Heft angekündigten mitarbeitenden Autoren gehörten auch solche, die noch in Deutschland publizierten, darunter Alfred Döblin, René Schickele, Stefan Zweig und vor allem Klaus Manns Vater, Thomas Mann.  Obwohl einige dieser Autoren die Zeitschrift zunächst als Forum der Kultur- und Faschismuskritik sehen wollten, ohne Bezüge zur Tagespolitik, ließ die erste Nummer an politischer Haltung und Ausrichtung keine Zweifel mehr. Klaus Mann schrieb im Vorwort:
Sammeln wollen wir, was den Willen zur menschenwürdigen Zukunft hat, statt den Willen zur Katastrophe; den Willen zum Geist statt dem Willen zur Barbarei …. Wer diese Dummheit und Rohheit verabscheut, bleibt deutsch …; auch wenn ihm von dem missgeleiteten Teil der eigenen Nation dieser Titel vorübergehend aberkannt wird. Eben für dieses verstoßne, für dieses zum Schweigen gebrachte, für dieses wirkliche Deutschland wollen wir eine Stätte der Sammlung sein. (Nr. 1, S. 1)
Die nationalsozialistische Behörden übten nun Druck auf die genannten Autoren bzw. deren Verleger aus. Ob nun auf diesen Druck, oder aufgrund der nun doch politischen Haltung des Blattes, einige Autoren mit Distanzierungserklärungen reagierten, ist umstritten. Stefan Zweig zum Beispiel gab seiner Überraschung Ausdruck, dass es sich bei der Sammlung „nicht um ein rein literarisches, sondern um ein zum größten Teil politisches Blatt“ handele. Eine ähnliche Haltung vertrat auch Thomas Mann.
Wegen schwindender Abonnentenzahlen (die abgesetzte Auflage war von anfangs 2000 auf 400 gesunken) musste Die Sammlung im August 1935 eingestellt werden, obwohl Klaus Mann monatelang ohne Bezahlung arbeitete und die Zeitschrift von Annemarie Schwarzenbach finanziell unterstützt wurde.
Mitarbeiter der Sammlung waren unter anderen:
- Johannes R. Becher
- Félix Bertaux
- Ernst Bloch
- Bertolt Brecht
- Max Brod
- Jean Cocteau
- Alfred Döblin (Beitrag nur in der ersten Ausgabe)
- Ilja Ehrenburg
- Albert Einstein
- Norbert Elias
- Lion Feuchtwanger
- Bruno Frank
- A. M. Frey
- André Gide
- Oskar Maria Graf
- Ferdinand Hardekopf
- Thomas Theodor Heine
- Ernest Hemingway
- Stefan Heym
- Aldous Huxley
- Heinrich Eduard Jacob
- Alfred Kantorowicz
- Alfred Kerr
- Hermann Kesten
- Else Lasker-Schüler
- Golo Mann
- Heinrich Mann
- André Maurois
- Walter Mehring
- Walther Rode
- Joseph Roth
- Ernst Toller
- Leo Trotzki
- Jakob Wassermann
- F. C. Weiskopf
- Arnold Zweig
- Hermynia zur Mühlen

André Gide, Aldous Huxley und Heinrich Mann unterstützten darüber hinaus Die Sammlung, für die sie das Patronat übernommen hatten, mit ihrem Renommee. Das Patronat Manns war der Grund dafür, dass Robert Musil die Mitarbeit ausdrücklich ablehnte.

## Textausgabe
- 1983 erschien eine Teilausgabe bei Querido, Amsterdam,
- Nachdruck in zwei Bänden, Rogner u. Bernhard bei Zweitausendeins, München 1986, ISBN 3-8077-0222-9.